# John Nord
John Nord (St. Cloud (Minnesota), 18 oktober 1959) is een Amerikaans voormalig professioneel worstelaar.

## Carrière
In eind 1984 begon Nord zijn professionele worstelcarrière bij Mid-South Wrestling als The Barbarian en werd gemanaged door Skandor Akbar. In 1986 veranderde hij zijn ringnaam in Nord the Barbarian en worstelde voor de American Wrestling Association. Nord ging dan naar de World Class Championship Wrestling waar hij gemanaged werd door Gary Hart en een vete begon met Kevin Von Erich over het WCWA World Heavyweight Championship.
In 1989 keerde hij terug naar de AWA als Yukon John waar hij samen met Scott Norton een tag team vormde, de Yukon Lumberjacks. Wanneer de AWA failliet ging, worstelde Nord voor de Pacific Northwest Wrestling. 
In 1991 worstelde Nord voor de World Wrestling Federation (WWF) als The Viking. Al snel veranderde hij zijn ringnaam The Berzerker en werd gemanaged door Mr. Fuji waar hij ook een vete begon met Davey Boy Smith en Jimmy Snuka. Zijn eerste pay-per-viewevenement was Survivor Series 1991 waar hij deelnam aan de elimination match. Al snel begon hij een nieuwe vete met |The Undertaker. In juli 1992 won hij de 40-man battle royal op WWF Prime Time Wrestling en daagde Bret Hart uit voor het WWF Championship, in november 1992. In 1993 verliet hij de WWF.
Na zijn vertrek bij WWF, ging hij naar de All Japan Pro Wrestling, in 1994, en bleef daar tot 1997, wanneer hij op World Championship Wrestling (WCW) verscheen als John Nord. In 2002 ging hij officieel op pensioen en ging werken bij zijn broers autodealerbedrijf, Nord East Motors, in Hilltop (Minnesota).

## In het worstelen
- Finishers
  - Camel clutch
  - Falling powerslam
  - Inverted suplex slam

- Signature moves
  - Big boot
  - Leg drop
  - Leg drop bulldog

- Managers
  - Adnan El Kassey
  - Mr. Fuji
  - Oliver Humperdink
  - Skandor Akbar
  - Gary Hart

## Prestaties
- Pro Wrestling Illustrated
  - PWI Rookie of the Year (1985)